# NGC 2310
NGC 2310 ist eine linsenförmige Galaxie vom Hubble-Typ S0 im Sternbild Puppis am Südsternhimmel. Sie ist schätzungsweise 41 Millionen Lichtjahre von der Milchstraße entfernt.
Das Objekt wurde am 2. Januar 1835 von John Herschel entdeckt.